# Ribaute
Ribaute é uma comuna francesa na região administrativa de Occitânia, no departamento de Aude. Estende-se por uma área de 9,41 km². Em 2010 a comuna tinha 277 habitantes (densidade: 29,4 hab./km²).